# Los Toreros Muertos En Vivo
Los Toreros Muertos En Vivo es el primer álbum oficial grabado en vivo por Los Toreros Muertos, que reúne algunos de los mejores temas tocados por el grupo a lo largo de su carrera musical.
Se publicó en formato CD lanzado oficialmente el 12 de mayo de 2015 fue grabado en Cádiz el 28 de febrero en el Gran Teatro Falla, mezclado por Guillermo Piccolini y Eduardo Herrera en Piccophonics (Buenos Aires) y masterizado por Puero Mastering (Buenos Aires) por Eduardo Bergallo. Solo contó con edición física para España.
El grupo escogió 22 de sus canciones más importantes contando con la participación de sus miembros originales con Many Moure en el bajo y a los coros, Guillermo Piccolini en las teclas, Pablo Carbonell y la participación de Antonio Iglesias en la batería, Fernando Polaino en el banjo y guitarra. La recepción del disco por parte de la crítica especializada y los seguidores del grupo fue mayormente buena.

## Lista de canciones
| CD  |                           |                                                      |          |  |
| N.º | Título                    | Escritor(es)                                         | Duración |  |
| 1.  | «Probando» (Intro)        | Los Toreros Muertos                                  | 2:01     |  |
| 2.  | «Los Toreros Muertos»     | J.L. Moure / P. Carbonell                            | 2:33     |  |
| 3.  | «On The Desk»             | G. Piccolini / P. Carbonell / J.L. Moure / A. Moraga | 3:40     |  |
| 4.  | «A Tu Casa»               | G. Piccolini / P. Carbonell                          | 2:48     |  |
| 5.  | «Zis Zas»                 | G. Piccolini / D. Melingo / P. Guadalupe             | 2:25     |  |
| 6.  | «Pilar»                   | G. Piccolini / P. Carbonell                          | 2:00     |  |
| 7.  | «Manolito»                | G. Piccolini / P. Carbonell                          | 3:00     |  |
| 8.  | «Mono De La Nasa»         | G. Piccolini / P. Carbonell                          | 3:58     |  |
| 9.  | «Soy Un Animal»           | J.L. Moure / P. Carbonell                            | 3:24     |  |
| 10. | «Toma Una Flor» (Inédita) | Los Toreros Muertos                                  | 2:24     |  |
| 11. | «Hoy Es Domingo»          | F.J. López de Guereña / P. Carbonell                 | 4:01     |  |
| 12. | «La Naturaleza» (Inédita) | Los Toreros Muertos                                  | 2:43     |  |
| 13. | «Twistas Loca»            | G. Piccolini / P. Carbonell                          | 2:22     |  |
| 14. | «Mi agüita amarilla»      | P. Carbonell                                         | 5:28     |  |
| 15. | «Sin Dios» (Inédita)      | Los Toreros Muertos                                  | 3:03     |  |
| 16. | «Falangista»              | D. Melingo / M. Comas / P. Carbonell                 | 2:45     |  |
| 17. | «Tu Madre Tiene Bigote»   | G. Piccolini / P. Carbonell                          | 4:05     |  |
| 18. | «Yo No Me Llamo Javier»   | J.L. Moure / P. Carbonell                            | 3:57     |  |
| 19. | «Para Ti»                 | G. Piccolini / P. Carbonell                          | 3:00     |  |
| 20. | «DNI»                     | G. Piccolini /P. Carbonell                           | 7:19     |  |
| 21. | «Bum Bum 1789»            | G. Piccolini / P. Carbonell                          | 3:37     |  |
| 22. | «Hasta Siempre» (Outro)   | Los Toreros Muertos                                  | 5:11     |  |

## Créditos
Músicos
- Pablo Carbonell - Voz, Compositor
- Many Moure - Bajista, Compositor
- Guillermo Piccolini - Teclados, Compositor

Músicos Invitados
- Antonio Iglesias - Batería
- Fernando Polaino - Banjo y Guitarra